# Kai Brink
Kai Brink (* 9. Juni 1974) ist ein ehemaliger deutscher Handballspieler.

## Karriere
Kai Brink begann seine Karriere beim SC Bielefeld 04/26 und spielte dort in der seinerzeit drittklassigen Regionalliga West. Im Jahre 1997 bildeten die Handballabteilungen des SC Bielefeld 04/26 und vom TuS Jöllenbeck die Spielgemeinschaft TuS 97 Bielefeld-Jöllenbeck. Mit diesem Verein erreichte er zwei Jahre später das Play-off-Finale um den Aufstieg in die 2. Bundesliga, welches jedoch gegen die HSG Mülheim-Kärlich/Bassenheim verloren wurde. Im Jahre 2002 bildete der TuS 97 Bielefeld-Jöllenbeck mit der TSG Altenhagen-Heepen die HSG 02 Bielefeld, die den Platz der TSG in der 2. Bundesliga Nord einnahm. Kai Brink absolvierte in der Saison 2002/03 18 Spiele, in denen er 21 Tore erzielte.